# Dioni, Ángeles y Miguel

Dioni, Ángeles y Miguel es un álbum recopilatorio  de Camela, lanzado en 2009. Incluye tres canciones inéditas.

## Lista de canciones del álbum
| N.º | Título                         | Duración |  |
| 1.  | «Nada de ti» (Inédita)         |          |  |
| 2.  | «Todo lo que quiero» (Inédita) |          |  |
| 3.  | «Desengáñate» (Inédita)        |          |  |
| 4.  | «Por siempre tú y yo»          |          |  |
| 5.  | «Te prometo el universo»       |          |  |
| 6.  | «Yo por ti»                    |          |  |
| 7.  | «Por las calles de abril»      |          |  |
| 8.  | «El calor de tu cuerpo»        |          |  |
| 9.  | «Amor.com»                     |          |  |
| 10. | «Dame tu cariño»               |          |  |
| 11. | «Por qué me has engañado»      |          |  |
| 12. | «Nunca debí enamorarme»        |          |  |
| 13. | «Cuando zarpa el amor»         |          |  |
| 14. | «El deseo es cosa de dos»      |          |  |
| 15. | «Has cambiado mi vida»         |          |  |
| 16. | «Laberinto de amor»            |          |  |

## Posicionamiento
| Lista  | Proveedor  | Posición | Certificación | Ventas |
| ------ | ---------- | -------- | ------------- | ------ |
| España | Promusicae | 15       |               |        |

- Datos: Q5807529